# Uba Kembo Kembo
Uba Kembo Kembo, conosciuto anche come Jean Kembo uba Kembo (Matete, 27 dicembre 1947 – Kinshasa, 26 marzo 2007), è stato un calciatore della Repubblica Democratica del Congo, di ruolo centrocampista.

## Biografia
Era il padre naturale dell'ex calciatore Jirès Kembo Ekoko, fratello adottivo del calciatore Kylian Mbappé.

## Carriera

### Club
Durante la sua carriera, Kembo Kembo vinse una Coppa dei Campioni d'Africa nel 1973 con il Vita Club.

### Nazionale
Insieme alla Nazionale di calcio della Repubblica Democratica del Congo vinse la Coppa delle Nazioni Africane del 1968 e del 1974, prendendo poi parte al campionato del mondo 1974.

## Palmarès

### Club

#### Competizioni nazionali
- Linafoot: 7

Mazembe: 1970, 1971, 1972, 1973, 1975, 1977, 1980
- Coupe de République démocratique du Congo: 5

Mazembe: 1971, 1972, 1973, 1975, 1977

#### Competizioni internazionali
- CAF Champions League: 1

Vita Club: 1973

### Nazionale
- Coppa d'Africa: 2

Etiopia 1968, Egitto 1974